# Fabián Lazarte
Hugo Fabián Lazarte (Tafí Viejo, Tucumán, 12 de mayo de 1976) es un exfutbolista argentino que jugaba como volante.

## Trayectoria

### Villa Mitre de Tafí Viejo
Lazarte se formó en Villa Mitre de Tafí Viejo y debutó con la camiseta del equipo taficeño. En 2012 volvió al club para retirarse del fútbol.

### Atlético Tucumán
Luego de destacarse en Villa Mitre dio el salto en su carrera, cuando pasó a Atlético Tucumán en 2002. Lazarte jugó en el decano hasta 2006 y superó los 100 partidos con la camiseta de Atlético.

### All Boys
En 2006 llegó a All Boys. En el equipo porteño disputó una temporada.

### La Florida
En 2007 volvió a Tucumán y se sumó a La Florida. Con el tricolor jugó hasta 2008.

### Famaillá
En 2008 pasó a Famaillá. En el club famaillense jugó hasta el año 2011.

## Clubes
| Club             | País      |
| ---------------- | --------- |
| Villa Mitre      | Argentina |
| Atlético Tucumán | Argentina |
| All Boys         | Argentina |
| La Florida       | Argentina |
| Famaillá         | Argentina |